# Helminthophis
Helminthophis är ett släkte av ormar som ingår i familjen Anomalepididae.
Arterna är små ormar med en längd upp till 30 cm och en smal kropp. De förekommer i norra Sydamerika. Släktets medlemmar vistas i lövskiktet eller i det översta jordlagret. De äter främst termiter. Antagligen lägger honor ägg. Släktets medlemmar lever i låglandet och i bergstrakter upp till 1800 meter över havet. IUCN listar Helminthophis flavoterminatus som livskraftig (LC) och de andra två med kunskapsbrist (DD).
Arter enligt Catalogue of Life och The Reptile Databas:
- Helminthophis flavoterminatus
- Helminthophis frontalis
- Helminthophis praeocularis